# Сичовка (Казахстан)
Сичо́вка (каз. Сычевка) — село у складі Павлодарського району Павлодарської області Казахстану. Входить до складу Чорноярського сільського округу.
Населення — 453 особи (2021; 475 у 2009, 478 у 1999, 509 у 1989).
Національний склад станом на 1989 рік:
- росіяни — 59 %